# NS Возничего
NS Возничего (лат. NS Aurigae) — одиночная переменная звезда в созвездии Возничего на расстоянии (вычисленном из значения параллакса) приблизительно 7122 световых лет (около 2183 парсеков) от Солнца. Видимая звёздная величина звезды — от +15,4m до +14,8m.

## Характеристики
NS Возничего — красная углеродная пульсирующая полуправильная переменная звезда типа SRB (SRB:) спектрального класса C(N). Эффективная температура — около 3305 К.